# Quezon (Isabela)
Quezon (Filipino: Bayan ng Quezon) ist eine philippinische Stadtgemeinde in der Provinz Isabela, Verwaltungsregion II, Cagayan Valley. Sie hat 25.860 Einwohner (Zensus 1. August 2015), die in 15 Barangays lebten. Sie wird als Gemeinde der vierten Einkommensklasse auf den Philippinen und als teilweise urbanisiert eingestuft.  
Quezon liegt im Nordwesten der Provinz, an der Grenze zur Provinz Kalinga. Die Gemeinde liegt am Fuß des Gebirgsmassives der Cordillera Central im Westen. Sie liegt 405 km nördlich von Manila und ist über den Marhalika Highway erreichbar. Ihre Nachbargemeinden sind Mallig im Süden, Paracelis im Südwesten, Cabagan im Norden, Santo Tomas und Delfin Albano im Osten.

## Baranggays
| - Abut - Alunan - Arellano - Aurora - Barucboc Norte - Calangigan - Dunmon - Estrada | - Lepanto - Mangga - Minagbag - Samonte - San Juan - Santos - Turod |

## Weblink
- Informationen der Philippine Statistics Authority über Quezon